# Super Smash Bros. Melee
A Super Smash Bros. Melee (大乱闘スマッシュブラザーズ DX; Dai Rantō Smash Brothers DX, ’Bunyó Zúzó Fivérek DX’) egy 2001-es crossover verekedős játék, amit a HAL Laboratory fejlesztett, és a Nintendo adta ki GameCube-ra. Ez a Super Smash Bros. sorozat második része. A játékban szerepelnek a Nintendo franchise-ok – többek között a Mario, a The Legend of Zelda, a Star Fox és a Pokémon – karakterei. A küzdőterek és a játékmenet-módok szintén utalások, vagy vesznek át dizájnokat a franchise-okból.
A Melee-ben visszatér minden játszható karakter az első játékból, valamint bemutatkoznak újak további franchise-okból (mint például az addig Japánon kívül meg nem jelent Fire Emblemből), az új küzdőterek és játékmenet módok mellett. Más Smash Bros. játékokhoz hasonlóan, a Melee játékmenet rendszere szokatlan módon közelíti meg a verekedős játék műfaját a százalékos sérülésmérőjével, ami mutatja, hogy a karaktert mennyire verték meg, a más verekedős játékok hagyományos életerőcsíkja helyett.
A Melee-t először Japánban adták ki 2001 novemberében, majd 2001 decemberében Amerikában, valamint 2002 májusában, Európában és Ausztráliában. A játékot széles körben ismerték el a kritikusok, dicsérve a látványt, az egyszerű irányítást, a játékmenetet, és a zenekari soundtracket, valamint számos díjat és elismerést kapott különféle kiadványoktól; mostanság minden idők egyik legjobb videójátékának tartják. Megjelenésekor erős eladásokat ért el, és ez lett a GameCube legjobban elkelő címe, több mint hét millió példányt adtak el 2008-ig. A gyors és támadó játékmenetért az egyik legversenyképesebben életképes Smash Bros. játéknak tartják. A Melee számos e-sport rendezvényen szerepelt, elkötelezett alulról építkező rajongói közösséggel büszkélkedhet, ami életben tartotta versenyképes színterét a játék eredeti élettartalma után is. A következő rész a Super Smash Bros. Brawl 2008-ban jelent meg Wii-re.

## Fordítás
- Ez a szócikk részben vagy egészben  a   Super Smash Bros. Melee című angol Wikipédia-szócikk fordításán alapul.  Az eredeti cikk szerkesztőit annak laptörténete sorolja fel. Ez a jelzés csupán a megfogalmazás eredetét és a szerzői jogokat jelzi, nem szolgál a cikkben szereplő információk forrásmegjelöléseként.

## Külső hivatkozások
- Official website (Wayback Machine copy)